# Acer miaoshanicum
Acer miaoshanicum är en kinesträdsväxtart som beskrevs av Fang. Acer miaoshanicum ingår i släktet lönnar, och familjen kinesträdsväxter. Inga underarter finns listade i Catalogue of Life.